# Mais Pesado É o Céu
Mais Pesado é o Céu é um filme de drama brasileiro de 2024 dirigido por Petrus Cariry a partir de um roteiro escrito pelo próprio diretor em parceria com Firmino Holanda e Rosemberg Cariry. Estrelado por Ana Luiza Rios e Matheus Nachtergaele, a narrativa segue Teresa, uma mulher solitária que, movida por um gesto de empatia, resolve oferecer abrigo a uma criança deixada para trás e durante essa jornada, ela conhece Antônio, um homem introspectivo, cuja vida também é moldada por cicatrizes do passado e profundos silêncios.
Mais Pesado É o Céu teve sua première mundial em 14 de agosto de 2023 no Festival de Gramado e foi lançado nos cinemas do Brasil em 8 de agosto de 2024 pela Sereia Filmes. O filme foi recebido de forma positiva entre a crítica especializada, que o considerou reflexivo e um "retrato áspero e doloroso" sobre a falta de perspectiva no Brasil profundo. Apesar do sucesso crítico, o filme teve um lançamento comercial limitado a poucas salas de cinemas, que resultou numa bilheteria de pouco mais de 5 mil espectadores e uma receita estimada em R$ 74 mil.
O filme percorreu diversos festivais nacionais e internacionais de cinema, onde colecionou diversos prêmios. Saiu-se como grande vencedor da premiação do 51° Festival de Gramado, recebendo o Troféu Kikito de Melhor Filme, Melhor Direção, Melhor Fotografia e Melhor Montagem. Ana Luiza Rios recebeu um prêmio especial do júri por sua interpretação. Rios também foi eleita Melhor Atriz no Festival de Cuiabá e no Miami Brazilian Film Festival. Por sua vez, Matheus Nachtergaele foi indicado ao Prêmio APCA de Melhor Ator de Cinema por sua atuação no filme.

## Premissa
A história acompanha Teresa (Ana Luiza Rios), uma mulher marcada pela solidão que, em um ato de compaixão, decide acolher uma criança abandonada. No desenrolar dessa decisão, seu caminho cruza com o de Antônio (Matheus Nachtergaele), um homem igualmente carregado por memórias e silêncios. Unidos pelo acaso, os dois embarcam em uma jornada pelas estradas, movidos por um passado comum: as lembranças de uma cidade que um dia existiu, agora sepultada sob as águas de uma represa. À medida que avançam, a linha entre o real e o etéreo se desfaz, revelando que a vida, como um sonho, é fluida e efêmera, enquanto o futuro permanece uma incógnita inquietante.

## Elenco
- Matheus Nachtergaele como Antônio
- Ana Luiza Rios como Teresa
- Danny Barbosa como Letícia
- Sílvia Buarque como Fátima
- Buda Lira como Zé Caminhoneiro
- Galba Nogueira como Caminhoneiro I
- Marcos Duarte como Caminhoneiro II
- Magno Carvalho como Caminhoneiro III

## Produção
Mais Pesado É o Céu é o sétimo longa-metragem dirigido pelo cineasta brasileiro Petrus Cariry. O filme marca sua primeira obra após a chamada "Trilogia da Morte", composta por O Grão (2007), Mãe e Filha (2012) e Clarisse ou Alguma Coisa Sobre Nós Dois (2015). A obra aborda a jornada de dois personagens que retornam do Sudeste em direção ao Nordeste em busca de uma cidade que deixou de existir, criando uma relação improvável e simbólica de sobrevivência e enfrentamento do passado.

### Concepção
Segundo o diretor Petrus Cariry, a ideia inicial do filme era criar uma narrativa mais luminosa, distanciando-se das temáticas de dor e luto que caracterizam sua trilogia anterior. Cariry explicou, em entrevista ao Estadão, que desejava contar a história de dois personagens que formavam uma "espécie de família" em uma jornada em busca de um lugar perdido. Apesar da intenção de trazer uma abordagem mais leve, o filme evoluiu para algo mais denso, refletindo as dificuldades dos personagens em superar seus traumas e viver no presente.
O tema central é a sobrevivência, tanto física quanto emocional, enquanto os protagonistas enfrentam um futuro incerto e um passado que os persegue. A narrativa é permeada por silências, vazios e violências, elementos que representam a fragilidade da esperança e a luta cotidiana dos personagens.

### Desenvolvimento
O longa-metragem foi concebido em um momento histórico peculiar, logo após o período de quarentena imposto pela pandemia de COVID-19. De acordo com o ator Matheus Nachtergaele, que integra o elenco, o contexto pandêmico influenciou profundamente o processo criativo da obra. "Foi o primeiro trabalho que realizamos após aquele longo período de isolamento. Estávamos à beira de uma terra despedaçada, por assim dizer", comentou Nachtergaele. Essa atmosfera de fragilidade coletiva e incerteza moldou o tom do filme, contribuindo para a representação de encontros improváveis e de um mundo à margem.
A atriz Ana Luiza Rios, que interpreta Teresa, destacou que o filme é essencialmente sobre os encontros e o que acontece "no entre" — no intervalo entre o antes e o depois. "Os personagens estão sempre à beira: da água, da estrada, da vida", explicou Rios, acrescentando uma camada de reflexão às experiências retratadas no longa.

### Filmagens

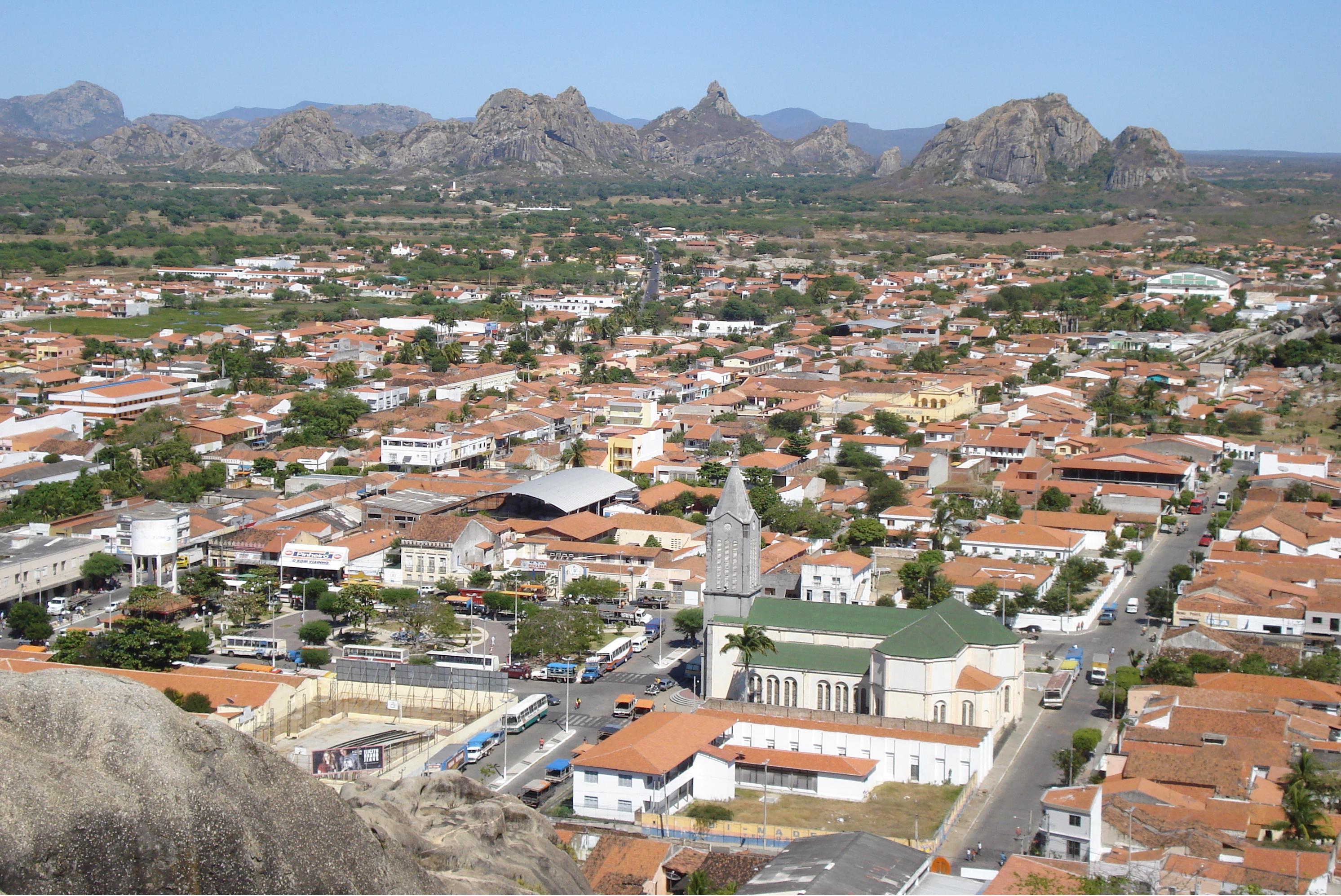
Quixadá, Ceará, serviu de locação para as filmagens do filme.

As gravações de Mais Pesado É o Céu ocorreram ao longo de quatro semanas em localizações emblemáticas do estado do Ceará, como a cidade de Quixadá e o Açude Castanhão. A escolha desses cenários buscou retratar a aridez e a beleza peculiar da região, intensificando o simbolismo visual da narrativa. A produção foi realizada pela Iluminura Filmes, uma produtora cearense que reuniu majoritariamente profissionais do estado. Além de dirigir, Petrus Cariry foi responsável pelo roteiro, pela montagem e pela direção de fotografia, demonstrando sua atuação multifacetada no projeto. Teta Maia assumiu a direção de produção, enquanto a produção executiva ficou a cargo de Bárbara Cariry. A trilha sonora original foi composta por João Victor Barroso, que buscou capturar a essência emotiva e contemplativa da obra.

## Lançamento
Mais Pesado É o Céu foi exibido pela primeira vez de forma oficial em 14 de agosto de 2023 pela mostra de filmes nacionais do 51° Festival de Gramado, no Rio Grande do Sul, onde saiu-se premiado. Ao todo, o filme participou de 27 festivais de cinema nacionais e internacionais. Em 15 de setembro de 2023, fez sua estreia internacional na Alemanha durante o 30° Oldenburg International Film Festival. O filme foi selecionado ainda para a 47ª Mostra Internacional de Cinema de São Paulo, em 27 de outubro de 2023, e foi exibido em Portugal no 15° FESTin, Festival de Cinema Itinerante da Língua Portuguesa, em 3 de maio de 2024.
Comercialmente, o filme foi lançado em sessões limitadas nos cinemas do Brasil em 8 de agosto de 2024 pela Sereia Filmes.

## Recepção

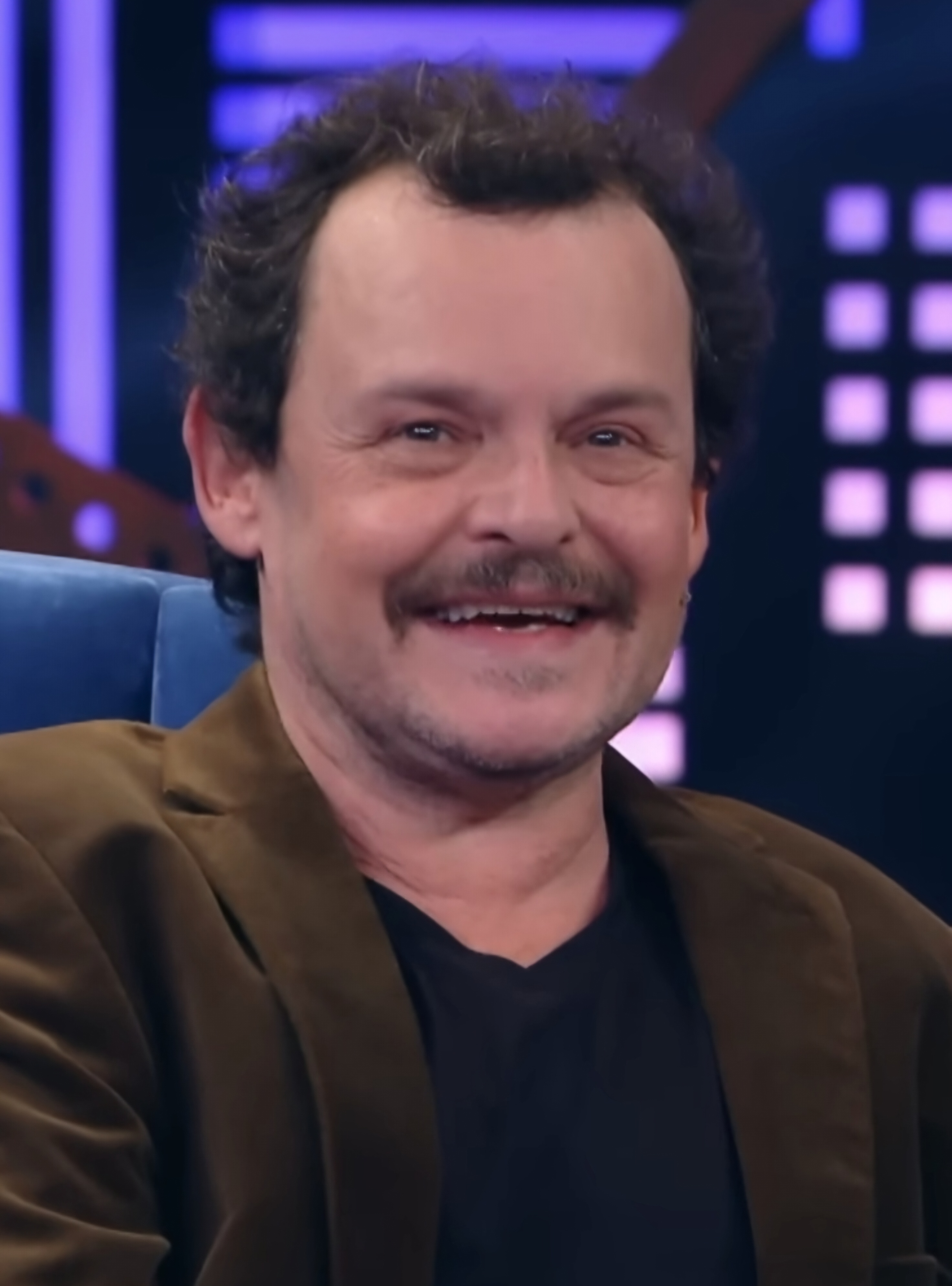
Matheus Nachtergaele foi indicado ao Prêmio APCA por sua interpretação.

### Bilheteria
De acordo com dados da Agência Nacional do Cinema (Ancine), Mais Pesado É o Céu teve uma distribuição limitada em 15 salas de cinema do Brasil. Ao longo de suas 362 sessões, o filme registrou uma bilheteria de 5.278 pessoas e gerou uma receita de R$ 74.479,72.

### Resposta da crítica
Em sua estreia no 51° Festival de Gramado, o filme despertou atenção da crítica positivamente, vencendo a categoria principal de Melhor Filme da premiação do evento. Escrevendo para o site Plano Crítico, Frederico Franco deu ao filme a avaliação 4 de 5 possíveis, classificando-o como "Ótimo", destacando sua abordagem como um road movie com características brasileiras, marcado por viagens físicas e espirituais que refletem transformações pessoais. O realismo do filme é descrito como bruto e opressor, com imagens que quase transmitem ao espectador a sensação do calor escaldante do sertão e a exaustão emocional e física dos personagens. Apesar disso, há uma crítica de Franco quanto ao ritmo do filme, que desacelera em sua segunda metade, quando os protagonistas estabelecem uma relação familiar em uma casa abandonada. A relação entre eles é moldada pela sobrevivência, com Teresa se dedicando a trabalhos degradantes, como a prostituição, em uma busca constante pela subsistência.
Do AdoroCinema, Aline Pereira também classificou o filme com 4 de 5 estrelas possíveis, classificando-o como "Muito Bom". Pereira escreveu que durante um evento sobre o filme, Matheus Nachtergaele fez uma declaração que a marcou profundamente. Ao mencionar outros trabalhos de sua carreira, ele afirmou: "A última cena é uma das que vou escolher, no final da minha vida, para dizer que ator eu fui. Eu quero João Grilo com Nossa Senhora, Sandro Cenoura vendendo armas, Dunga chorando e Antônio no final de Mais Pesado é o Céu". Com essas palavras, o ator fez referência a seus papéis em O Auto da Compadecida, Cidade de Deus e Amarelo Manga. A crítica diz ter compreendido o que ele quis expressar. Quando o filme termina, o impacto da história como um todo — e especialmente o desfecho impressionante — deixa evidente o peso que Matheus viu nessa obra.
Janda Montenegro, do CinePop, descreveu o filme como "chocante e reflexivo". Montenegro escreveu que a obra é "daqueles filmes que deveria vir com uma placa de alerta de filmão. Com uma história crua e verdadeira, o filme choca e promove a reflexão, deixando na gente uma ideia de Brasil que tenta sobreviver pelo acostamento da vida, e que mesmo hoje costumamos não querer ver".

### Prêmios e indicações
| Lista de prêmios e indicações                      | Lista de prêmios e indicações | Lista de prêmios e indicações          | Lista de prêmios e indicações                     | Lista de prêmios e indicações | Lista de prêmios e indicações |
| Premiação                                          | Data da cerimônia             | Categoria                              | Indicação                                         | Resultado                     | Ref.                          |
| -------------------------------------------------- | ----------------------------- | -------------------------------------- | ------------------------------------------------- | ----------------------------- | ----------------------------- |
| Festival de Cinema de Gramado                      | 23 de agosto de 2023          | Melhor Filme                           | Mais Pesado É o Céu                               | Venceu                        | [ 10 ]                        |
| Festival de Cinema de Gramado                      | 23 de agosto de 2023          | Melhor Direção                         | Petrus Cariry                                     | Venceu                        | [ 10 ]                        |
| Festival de Cinema de Gramado                      | 23 de agosto de 2023          | Melhor Fotografia                      | Petrus Cariry                                     | Venceu                        | [ 10 ]                        |
| Festival de Cinema de Gramado                      | 23 de agosto de 2023          | Melhor Montagem                        | Petrus Cariry e Firmino Holanda                   | Venceu                        | [ 10 ]                        |
| Festival de Cinema de Gramado                      | 23 de agosto de 2023          | Prêmio Especial do Júri - Melhor Atriz | Ana Luiza Rios                                    | Venceu                        | [ 10 ]                        |
| Islantilla Cinefórum Film Festival                 | 26 de agosto de 2023          | Melhor Filme                           | Mais Pesado É o Céu                               | Indicado                      |                               |
| Oldenburg International Film Festival              | 17 de setembro de 2023        | Melhor Filme                           | Mais Pesado É o Céu                               | Indicado                      | [ 11 ]                        |
| Oldenburg International Film Festival              | 17 de setembro de 2023        | Troféu Espírito de Cinema              | Petrus Cariry                                     | Venceu                        | [ 11 ]                        |
| Los Angeles Brazilian Film Festival                | 26 de outubro de 2023         | Melhor Filme                           | Mais Pesado É o Céu                               | Indicado                      | [ 18 ]                        |
| Los Angeles Brazilian Film Festival                | 26 de outubro de 2023         | Melhor Fotografia                      | Petrus Cariry                                     | Venceu                        | [ 18 ]                        |
| Festival de Cinema e Vídeo de Cuiabá               | 28 de outubro de 2023         | Melhor Atriz                           | Ana Luiza Rios                                    | Venceu                        | [ 19 ]                        |
| Festival de Cinema e Vídeo de Cuiabá               | 28 de outubro de 2023         | Melhor Fotografia                      | Petrus Cariry                                     | Venceu                        | [ 19 ]                        |
| Mostra Internacional de Cinema de São Paulo        | 1 de novembro de 2023         | Melhor Filme                           | Mais Pesado É o Céu                               | Indicado                      | [ 12 ]                        |
| Festival de Cinema Fantástico de Porto Alegre      | 28 de abril de 2024           | Melhor Filme                           | Mais Pesado É o Céu                               | Venceu                        | [ 20 ]                        |
| Festival de Cinema Itinerante da Língua Portuguesa | 12 de maio de 2024            | Melhor Filme                           | Mais Pesado É o Céu                               | Venceu                        | [ 13 ]                        |
| Festival de Cinema Itinerante da Língua Portuguesa | 12 de maio de 2024            | Melhor Direção                         | Petrus Cariry                                     | Venceu                        | [ 13 ]                        |
| Brooklyn Film Festival                             | 9 de junho de 2024            | Melhor Filme                           | Mais Pesado É o Céu                               | Indicado                      | [ 21 ]                        |
| Brooklyn Film Festival                             | 9 de junho de 2024            | Melhor Fotografia                      | Petrus Cariry                                     | Venceu                        | [ 21 ]                        |
| Philadelphia Latino Film Festival                  | 7 de julho de 2024            | Melhor Filme                           | Mais Pesado É o Céu                               | Indicado                      |                               |
| Miami Brazilian Film Festival                      | 7 de setembro de 2024         | Melhor Filme                           | Mais Pesado É o Céu                               | Indicado                      | [ 22 ]                        |
| Miami Brazilian Film Festival                      | 7 de setembro de 2024         | Melhor Atriz                           | Ana Luiza Rios                                    | Venceu                        | [ 22 ]                        |
| Miami Brazilian Film Festival                      | 7 de setembro de 2024         | Melhor Roteiro                         | Petrus Cariry, Rosemberg Cariry e Firmino Holanda | Venceu                        | [ 22 ]                        |
| Miami Brazilian Film Festival                      | 7 de setembro de 2024         | Melhor Fotografia                      | Petrus Cariry                                     | Venceu                        | [ 22 ]                        |
| Prêmio APCA                                        | 13 de janeiro de 2025         | Melhor Ator de Cinema                  | Matheus Nachtergaele                              | Indicado                      | [ 4 ]                         |